# Chrysorithrum fuliginosum
Chrysorithrum fuliginosum là một loài bướm đêm trong họ Erebidae.